# Anita essequeba
Anita essequeba är en fjärilsart som beskrevs av William Schaus 1920. Anita essequeba ingår i släktet Anita och familjen tandspinnare. Inga underarter finns listade i Catalogue of Life.